# X Sagittarii
X Sagittarii är en pulserande variabel  av Delta Cephei-typ (DCEP) i stjärnbilden Skytten. 
Stjärnan varierar mellan visuell magnitud +4,22 och 4,86 med en period av 7,012770 dygn.